# Norte de Roraima
Norte de Roraima è una mesoregione dello Stato di Roraima in Brasile.

## Microregioni
È suddivisa in due microregioni:
- Boa Vista
- Nordeste de Roraima